# 71e Ōshō (shogi) 2020-2021
«Édition précédente (70)
71e Ōshō
Édition suivante (72)»

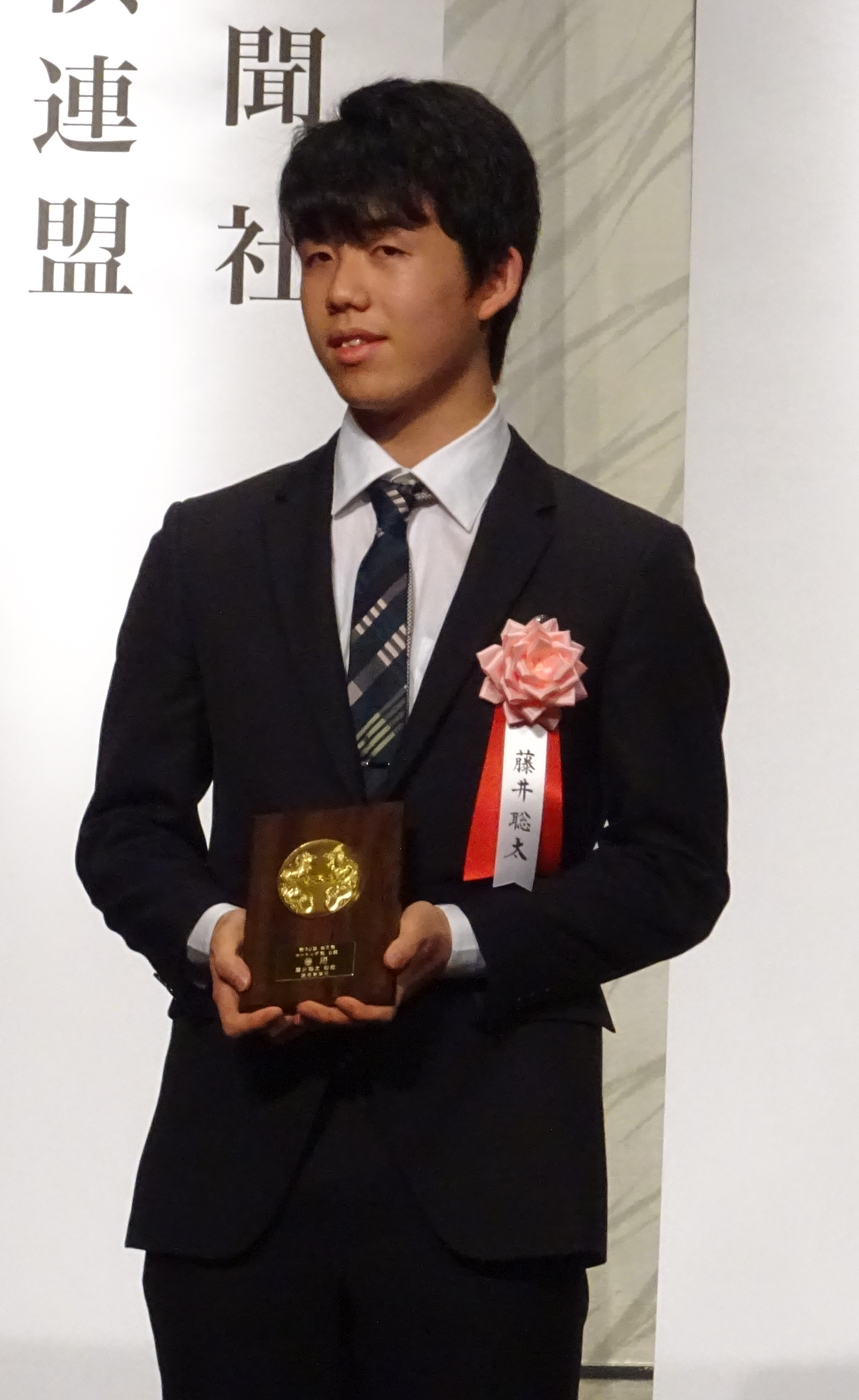
Sota Fujii, vainqueur du tournoi.

Le 71e Osho (第71期王将戦) est une compétition majeure du shogi professionnel japonais organisée d'avril 2021 à mars 2022 (comptant pour la saison japonaise 2020-2021) Cette compétition est aussi connue sous le nom de Coupe Alsok (ja). 

## Oshosen Nana-ban Shobu
Le championnat Osho oppose dans un match en sept parties le roi Akira Watanabe (渡辺明) au challenger roi dragon Sōta Fujii (藤井聡太) vainqueur du Chōsen-sha kettei rīgu-sen (挑戦者決定リーグ戦). Sōta Fujii ne laisse aucune chance au tenant du titre et l'emporte par 4 victoires à 0 devenant le plus jeune cinq couronnes de l'histoire.
| Sōta Fujii 藤井聡太               | Sōta Fujii 藤井聡太 | Sōta Fujii 藤井聡太            | Sōta Fujii 藤井聡太 | Sōta Fujii 藤井聡太 | Sōta Fujii 藤井聡太 | Sōta Fujii 藤井聡太 | Sōta Fujii 藤井聡太 | Sōta Fujii 藤井聡太 | Sōta Fujii 藤井聡太 | Sōta Fujii 藤井聡太               |
| Partie                            | Date                | Sente                          | Sente               | Né en               | Gote                | Gote                | Né en               | Watanabe            | S.Fujii             | Lieu                              |
| --------------------------------- | ------------------- | ------------------------------ | ------------------- | ------------------- | ------------------- | ------------------- | ------------------- | ------------------- | ------------------- | --------------------------------- |
| 1                                 | 09/01               | Sōta Fujii                     | 藤井聡太            | 2002                | Akira Watanabe      | 渡辺明              | 1984                |                     | 1                   | Château de Kakegawa (Shizuoka)    |
| 2                                 | 22/01               | Akira Watanabe                 | 渡辺明              | 1984                | Sōta Fujii          | 藤井聡太            | 2002                |                     | 2                   | Sansuikan (ja) Takatsuki, (Osaka) |
| 3                                 | 29/01               | Sōta Fujii                     | 藤井聡太            | 2002                | Akira Watanabe      | 渡辺明              | 1984                |                     | 3                   | Otawara (Tochigi)                 |
| 4                                 | 11/02               | Akira Watanabe                 | 渡辺明              | 1984                | Sōta Fujii          | 藤井聡太            | 2002                |                     | 4                   | Tachikawa (Tokyo)                 |
| 5                                 | 26/02               |                                |                     |                     |                     |                     |                     |                     |                     | Kamimine (Saga)                   |
| 6                                 | 12/03               | Sanbe onsen (ja) Ōda (Shimane) |                     |                     |                     |                     |                     |                     |                     |                                   |
| 7                                 | 26/03               | Shiizaki onsen Sadō (Niigata)  |                     |                     |                     |                     |                     |                     |                     |                                   |
| Sōta Fujii bat Akira Watanabe 4-0 |                     |                                |                     |                     |                     |                     |                     |                     |                     |                                   |

### Liste des parties
1. ↑  (ja) 6shogi, « ▲Sota Fujii − △Akira Watanabe 1-0 "aigakari" 71e Osho, Nanaban shobu, partie1 », sur ロックショウギ,‎ 9 janvier 2022 (consulté le 8 octobre 2022)
2. ↑  (ja) 6shogi, « ▲Akira Watanabe − △Sota Fujii 0-1 "Kakugawari, Ai hayakurigin" 71e Osho, Nanaban shobu, partie 2 », sur ロックショウギ,‎ 22 janvier 2022 (consulté le 8 octobre 2022)
3. ↑  (ja) 6shogi, « ▲Sota Fujii − △Akira Watanabe 1-0 "aigakari" 71e Osho, Nanaban shobu, partie 3 », sur ロックショウギ,‎ 29 janvier 2022 (consulté le 7 octobre 2022)
4. ↑  (ja) 6shogi, « ▲Akira Watanabe − △Sota Fujii 0-1 "Rikisen ibisha Ginga" 71e Osho , Nanaban shobu, partie 4 », sur ロックショウギ,‎ 11 février 2022 (consulté le 7 octobre 2022)

## Chōsen-sha kettei rīgu-sen
Le tournoi des candidats (挑戦者決定リーグ戦) a réuni 7 joueurs.
4 qualifiés d'office sur la base des résultats du 69e Osho :
- Akihito Hirose
- Masayuki Toyoshima
- Yoshiharu Habu
- Sōta Fujii

3 qualifiés issus des Niji-Yosen :
- Takuya Nagase
- Amahiko Sato
- Kazuki Kimura

Takuya Nagase devient le prétendant du Roi Akira Watanabe en triomphant à la suite d'un barrage de Masayuki Toyoshima.
Masayuki Toyoshima, Yoshiharu Habu et Akihito Hirose sont qualifiés d'office pour le chosen-Sha Kettei rigu-sen du 70e Osho

|                                               | Joueurs            | Joueurs   | Né en | 1 | 2 | 3 | 4 | 5 | 6 | 7 | victoires | défaites | n° |
| 1                                             | Masayuki Toyoshima | 豊島竜王  | 1990  |   |   |   |   |   |   |   | 5         | 1        | 2  |
| 2                                             | Takuya Nagase      | 永瀬 拓矢 | 1992  |   |   |   |   |   |   |   | 5         | 1        | 5  |
| Barrage : Takuya Nagase bat Masyuki Toyoshima |                    |           |       |   |   |   |   |   |   |   |           |          |    |
| 3                                             | Yoshiharu Habu     | 羽生善治  | 1970  |   |   |   |   |   |   |   | 4         | 2        | 3  |
| 4                                             | Akihito Hirose     | 広瀬 章人 | 1987  |   |   |   |   |   |   |   | 3         | 3        | 1  |
| 5                                             | Sōta Fujii         | 藤井聡太  | 2002  |   |   |   |   |   |   |   | 3         | 3        | 4  |
| 6                                             | Amahiko Satō       | 佐藤天彦  | 1988  |   |   |   |   |   |   |   | 1         | 5        | 6  |
| 7                                             | Kazuki Kimura      | 木村 一基 | 1973  |   |   |   |   |   |   |   | 0         | 6        | 6  |